# 伐虫脒
伐虫脒是一种含氮有机化合物，化学式为C11H15N3O2，可作为杀虫剂和杀螨剂，用于保护柑橘属和紫花苜蓿的梨果和核果。